# Perlhühner
Die Perlhühner (Numididae) sind eine Familie der Hühnervögel (Galliformes), die vier Gattungen mit insgesamt acht Arten umfasst. Es handelt sich um ausschließlich in Afrika verbreitete Vögel, die sowohl in Savannen als auch in Wäldern leben. Mit dem Helmperlhuhn wurde eine ihrer Arten vom Menschen domestiziert und zum Haustier gemacht.

## Merkmale

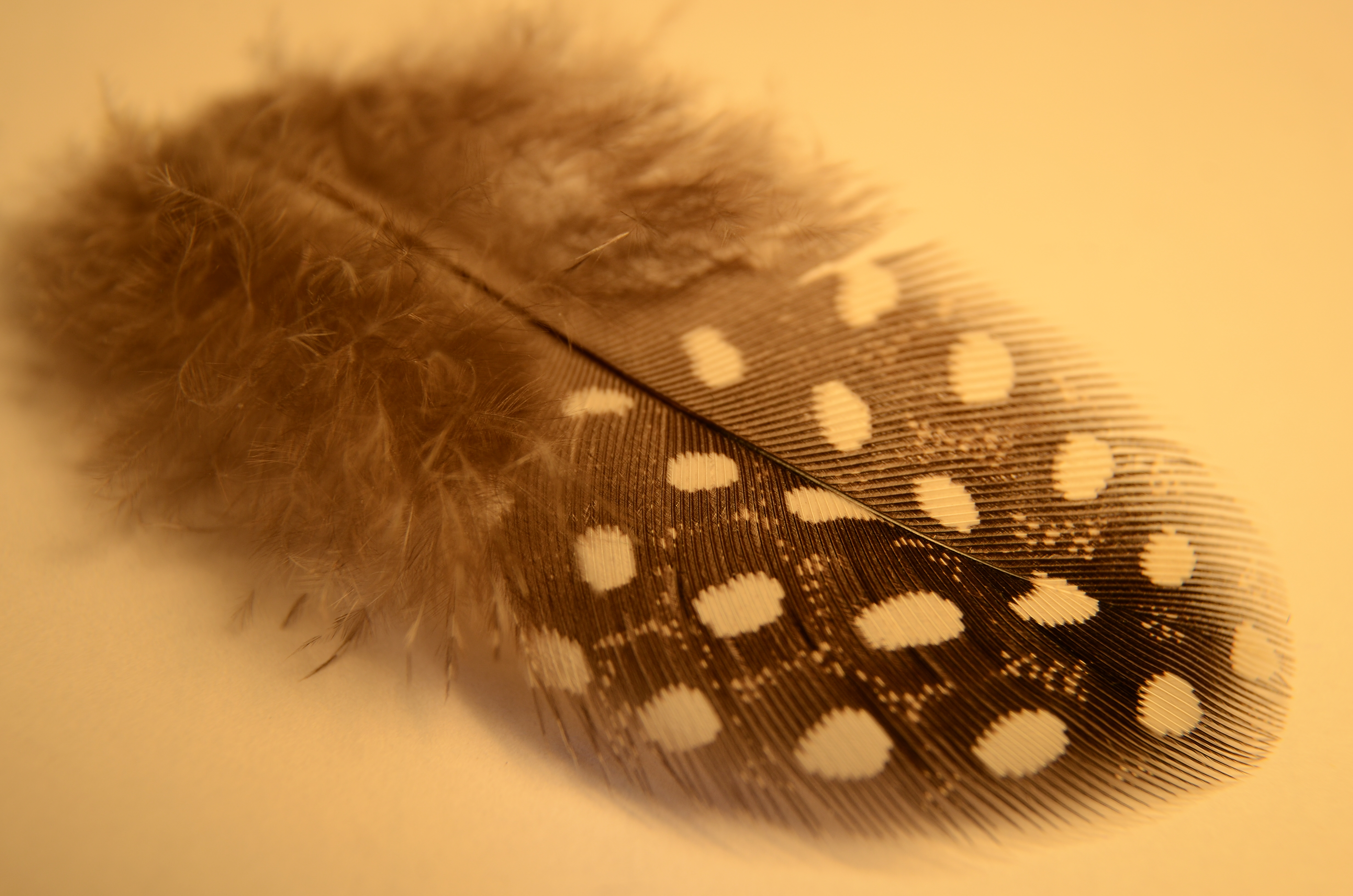
Feder des Perlhuhns

Perlhühner sind von der typischen Gestalt, die alle Hühnervögel eint: Sie haben einen gedrungenen Körper, kurze Flügel, kräftige Beine und einen kleinen Kopf. Auch der Schwanz ist für Hühner gewöhnlich  kurz (Ausnahme: Geierperlhuhn). Die Größe reicht von 40 cm (Gattung Agelastes) bis 72 cm (Geierperlhuhn), das Gewicht von 700 bis 1650 g.
Das Gefieder der Perlhühner hat eine schwarze oder graue Grundfärbung. Nur das Geierperlhuhn hat eine blaue Unterseite, das Weißbrustperlhuhn eine rein weiße Brust. Namengebend ist die Zeichnung des Gefieders, das außer bei der Gattung Agelastes mit feinen, weißen Punkten übersät ist. Kopf und Hals sind immer unbefiedert, die nackte Haut dieser Partien ist oft sehr farbenfroh und kann mit Kehlsäcken, Warzen, Knochenkämmen oder Schöpfen besetzt sein.
Der Schnabel der Perlhühner ist kurz und nach unten gebogen. Manchmal hat er entfernte Ähnlichkeit mit einem Greifvogelschnabel, vor allem beim Geierperlhuhn. Der kräftige Schnabel dient dem Graben in der Erde. Den gleichen Zweck erfüllen die krallenbewehrten Füße. Der Fuß des Perlhuhns ist anisodaktyl. Wie die Fasanenartigen tragen auch die Arten der Gattung Agelastes Sporen an den Beinen, und zwar ein bis zwei je Bein beim Männchen, und null bis ein beim Weibchen. Beim Geierperlhuhn finden sich Beulen, die rückgebildete Sporen sein dürften.
Einen im Feld sichtbaren Geschlechtsdimorphismus gibt es nicht, allenfalls sind Männchen geringfügig größer als Weibchen.

## Verbreitung und Lebensraum

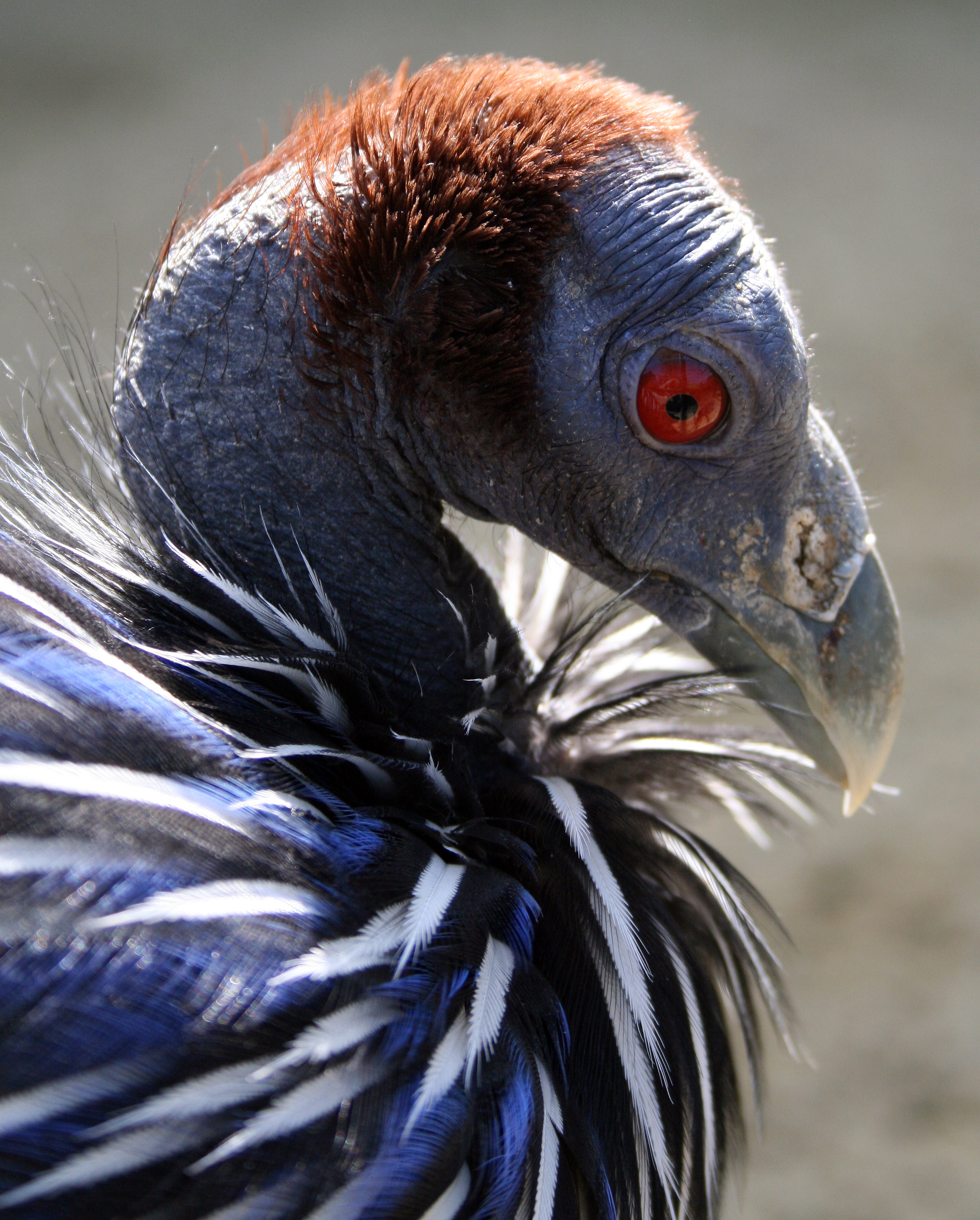
Das Geierperlhuhn ist nach seinem mächtigen, gekrümmten Schnabel benannt.

Das natürliche Verbreitungsgebiet der Perlhühner umfasst Afrika südlich der Sahara, ausgenommen vollkommen vegetationslose Wüsten. Nördlich der Sahara gibt es ein isoliertes Vorkommen des Helmperlhuhns im Nordwesten Marokkos. Während des frühen Altertums gab es Perlhühner auch in Ägypten.
Heute sind Perlhühner durch den Menschen in zahlreichen weiteren Regionen der Erde heimisch geworden. Es handelt sich dabei vor allem um verwilderte Hausperlhühner, die es auf vielen karibischen Inseln, auf der Arabischen Halbinsel und auf Madagaskar gibt.
Je nach Art sind Perlhühner in sehr unterschiedlichen Habitaten heimisch:
- Die Arten der Gattung Agelastes und das Schlichthaubenperlhuhn leben in tropischen Regenwäldern. Sie sind auf Primärwälder angewiesen und scheuen die Nähe des Menschen. Hierdurch bedingt ist kaum etwas über sie bekannt.
- Das Kräuselhauben-Perlhuhn ist ebenfalls ein Waldbewohner, toleriert aber auch Sekundärwälder und ist auch an Waldrändern zu finden.
- Das Helmperlhuhn ist ein reiner Bewohner offener Landschaften, vor allem der afrikanischen Savanne. Voraussetzung für diese Art ist das Vorhandensein von Wasser, da es regelmäßig trinken muss.
- Das Geierperlhuhn muss hingegen meist nicht trinken, da der Flüssigkeitsbedarf durch in der Nahrung vorkommende Feuchtigkeit gedeckt wird. Es ist daher auch in ariden Gegenden (Halbwüsten) fernab vom Wasser anzutreffen. Allerdings muss es zumindest vereinzelte Bäume geben, die als Schlafplatz dienen können. Daneben leben Geierperlhühner als am wenigsten wählerische Art auch in Savannen und Wäldern.

Obwohl die meisten Perlhühner in der Ebene vorkommen, trifft man Helmperlhühner in gebirgigen Regionen bis in Höhen von 3000 m an.

## Lebensweise

### Aktivität

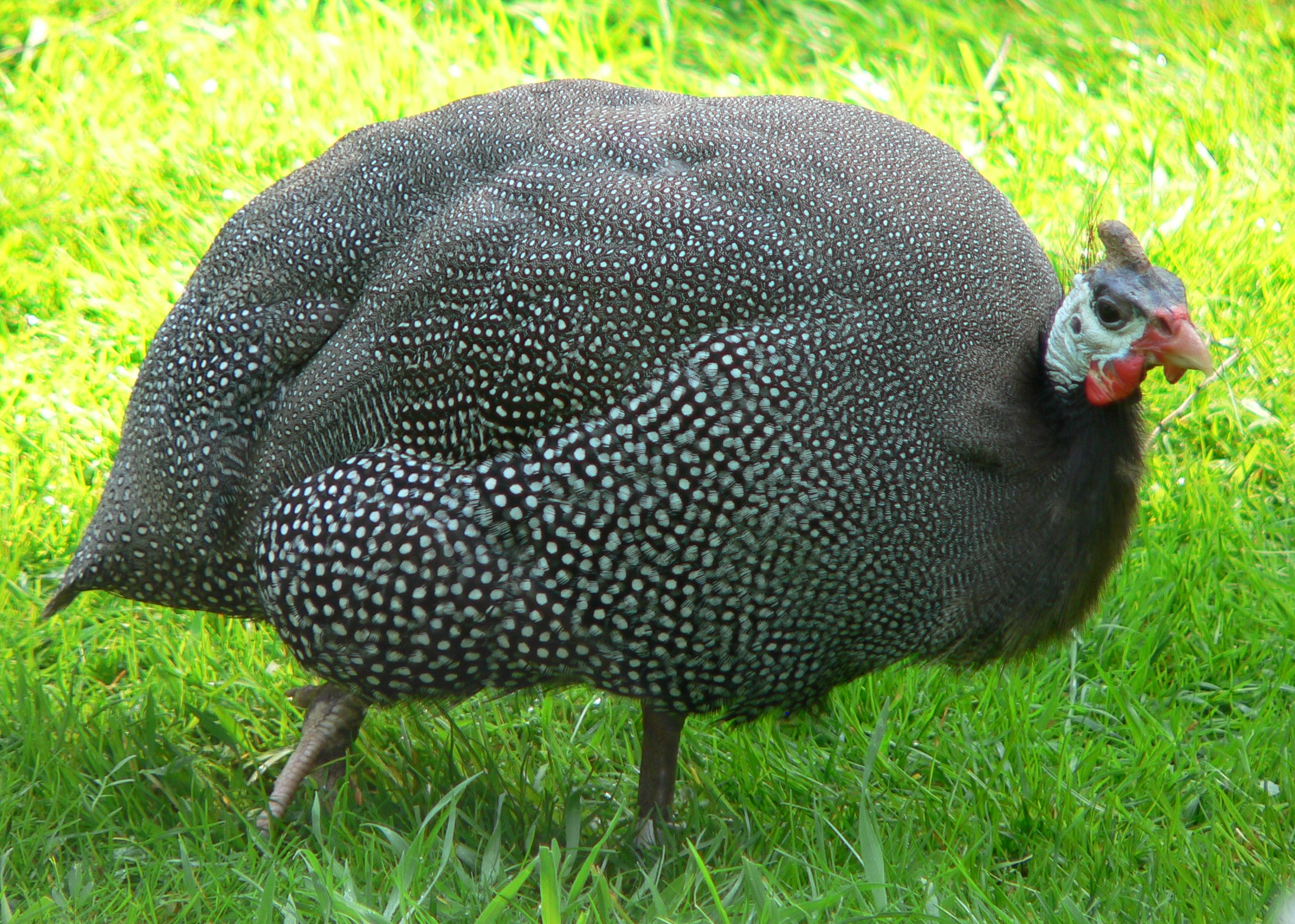
Helmperlhuhn

Perlhühner sind tagaktive Bodenbewohner, die in den frühen Morgenstunden und am späten Abend die größte Aktivität zeigen, während sie bei Nacht und während der Mittagshitze ruhen. Als Schlafplätze dienen Bäume.
Außerhalb der Brutzeit leben Perlhühner in sozialen Verbänden. Diese Gruppen sind in ihrer Zusammensetzung recht stabil. Obwohl sie sich alljährlich zur Brutzeit auflösen, finden sich nach dem Ende der Brutzeit dieselben Individuen wieder zusammen. Die Größe der Verbände liegt bei den waldbewohnenden Arten meistens bei unter 10 Vögeln je Gruppe, bei den Savannenbewohnern bei bis zu 40, in Ausnahmefällen sogar bis zu 200. 
Die Verbände verteidigen keine festen Reviere. Beim Weißbrust-Perlhuhn kann aber das Aufeinandertreffen zweier Verbände aggressives Verhalten bis hin zu Kämpfen auslösen. Dagegen finden sich unterschiedliche Gruppen des Helmperlhuhns auch am selben Wasserloch ein und bleiben gegeneinander verträglich.

### Nahrung
Als Allesfresser ernähren sich Perlhühner gleichermaßen von pflanzlichem wie tierischem Material. Zu den verzehrten Pflanzenteilen gehören Wurzeln, Samen, Früchte, Blätter und Blüten, an Tieren werden vor allem Insekten, Spinnentiere und Tausendfüßer gefressen. Kleine Wirbeltiere sind nur ausnahmsweise Beutetiere. Welche Nahrung überwiegt, ist von Art zu Art verschieden. Bei den waldbewohnenden Arten überwiegen Insekten deutlich, beim Helmperlhuhn die pflanzliche Nahrung ebenso deutlich.
Perlhühner suchen ihre Nahrung, indem sie umherlaufen und aufpicken, was sie auf ihrem Weg finden. Gelegentlich scharren sie auch in der Erde, um an Wurzeln zu gelangen. Dabei helfen ihnen sowohl die Füße als auch der Schnabel.
Von mehreren Perlhuhnarten weiß man, dass sie Affen folgen, um die von ihnen fallen gelassenen Nahrungsreste zu vertilgen. Das Kräuselhauben-Perlhuhn hält sich dafür in der Nähe verschiedener baumbewohnender Affen auf, Helmperlhühner halten sich oft an Paviangruppen. Auch anderen Säugetieren folgen Perlhühner gelegentlich, um aufgescheuchte Insekten oder verschmähte Nahrung zu erhaschen.

### Fortpflanzung
Zur Brutzeit trennen sich die Paare von den Gruppen. Manchmal gehen der Paarbildung Kämpfe zwischen rivalisierenden Männchen voraus. Die Paare sind saisonal monogam.
Als Nest dient eine Mulde im Boden, die allenfalls mit Blättern oder Gras ausgepolstert wird. Ein Gelege besteht aus 4 bis 19 Eiern. Allein das Weibchen brütet, das Männchen bleibt jedoch in der Nähe des Nests. Die Brut dauert 23 bis 28 Tage. Die Jungen sind wie alle Hühnervögel Nestflüchter. Sie fressen sofort selbst, sind aber noch auf die Begleitung der Eltern angewiesen. Beide Eltern bewachen und verteidigen die Jungen – die Beteiligung des Männchens an dieser Aufgabe ist eine unter Hühnervögeln seltene Ausnahme. Zu den Fressfeinden junger Perlhühner zählen vor allem Affen, Ginsterkatzen, Krähen und Falken.

## Systematik

### Äußere Systematik
Traditionell wurden Perlhühner als eine Unterfamilie der Fasanenartigen angesehen. Nach heutigen Erkenntnissen sind sie jedoch unabhängig von diesen entstanden. Die Trennung beider Gruppen fand vor etwa 38 Millionen Jahren statt. Fasanenartige und Perlhühner werden manchmal mit den Zahnwachteln zu einer Unterordnung Galli vereint. Die relative Position der Perlhühner zu diesen beiden Gruppen bleibt ungeklärt.

### Innere Systematik

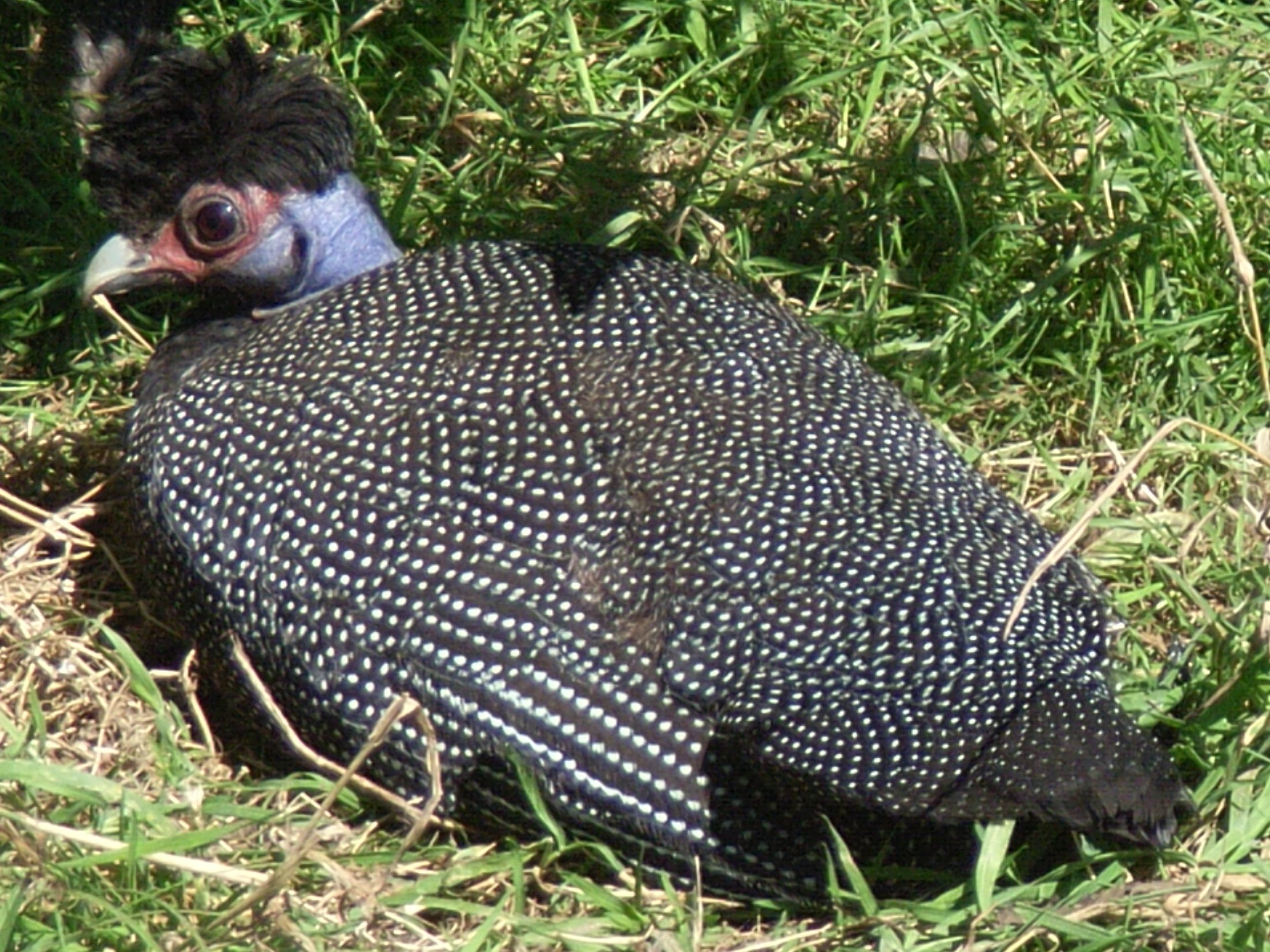
Kräuselhauben-Perlhuhn

Die folgenden Gattungen und Arten werden zu den Perlhühnern gerechnet:
- Agelastes
  - Weißbrust-Perlhuhn (Agelastes meleagrides)
  - Schwarzperlhuhn (Agelastes niger)
- Numida
  - Helmperlhuhn (Numida meleagris)
- Haubenperlhühner (Guttera)
  - Sambesi-Haubenperlhuhn (Guttera edouardi)
  - Schlichthauben-Perlhuhn (Guttera plumifera)
  - Kräuselhauben-Perlhuhn (Guttera pucherani)
  - Kongo-Haubenperlhuhn (Guttera verreauxi)
- Acryllium
  - Geierperlhuhn (Acryllium vulturinum)

Das Schwarzperlhuhn wurde gelegentlich auch in einer eigenen Gattung Phasidus geführt.

## Menschen und Perlhühner
In ganz Afrika dienten Perlhühner seit jeher als Fleischlieferanten, ihre Federn manchmal als Schmuck. Vor allem aber gehörten Perlhühner zu den ersten Vögeln, die vom Menschen domestiziert wurden. Den Anfang nahm die Domestikation wohl in Ägypten, wo das Helmperlhuhn anscheinend während des frühen Altertums noch wild vorkam. Im Alten Reich scheint es bereits Hausperlhühner gegeben zu haben. Auch die Phönizier und Griechen hielten Perlhühner, noch bevor das Haushuhn in Europa bekannt wurde. Im Römischen Reich waren Perlhühner eine beliebte Delikatesse, doch nach dem Ende der Römerzeit verschwanden domestizierte Perlhühner.

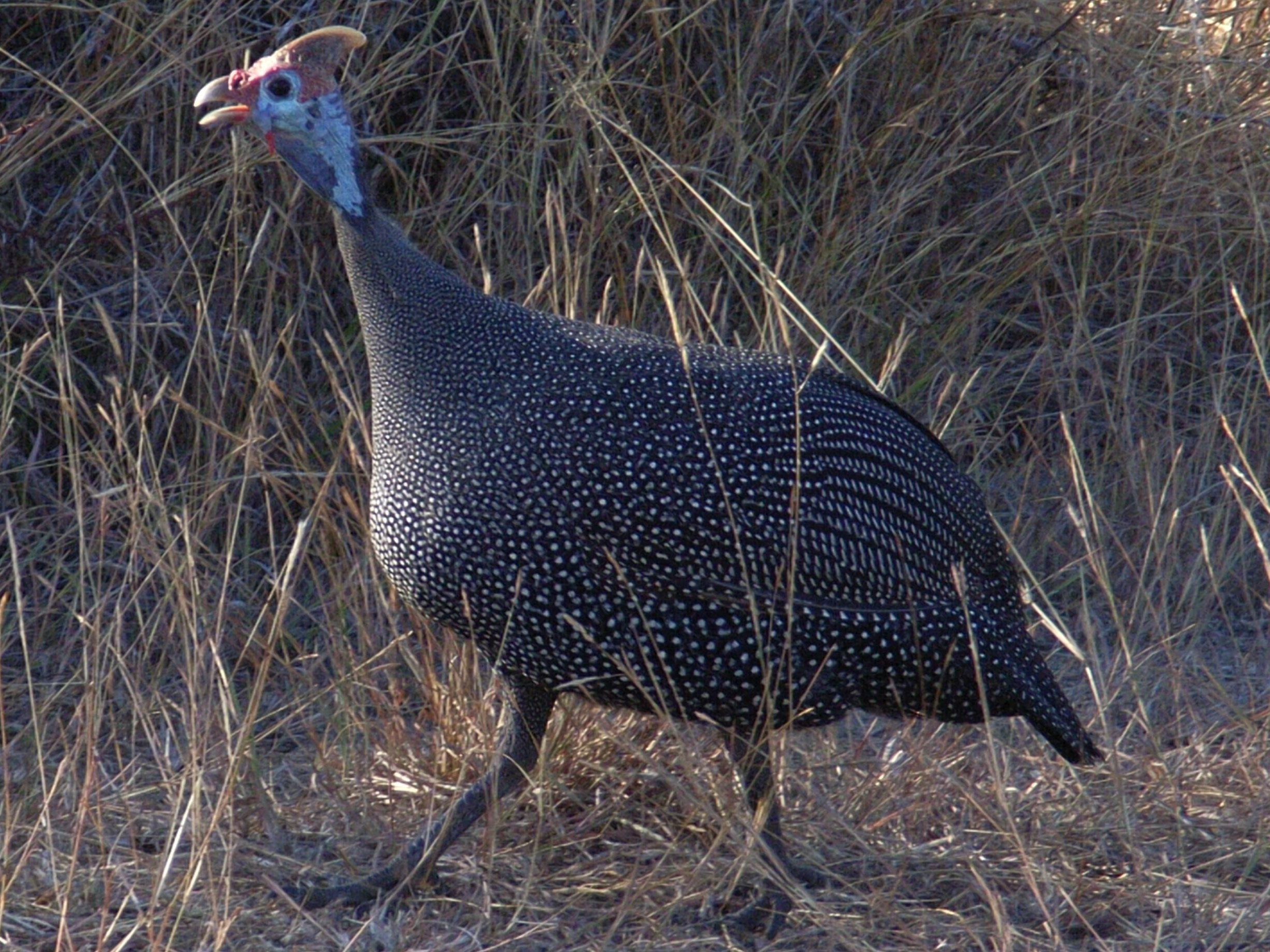
Das Helmperlhuhn ist die Stammform der Hausperlhühner

Nachdem die Portugiesen im 15. und 16. Jahrhundert Perlhühner aus Westafrika mitbrachten, erfolgte die Domestikation ein zweites Mal. Perlhühner werden heute weltweit gezüchtet, ihre Bedeutung steht freilich weit hinter der des Haushuhns oder des Truthuhns zurück.
Vor allem in Südafrika wird das Helmperlhuhn als Landwirtschaftsschädling gefürchtet und gejagt. Ungeklärt bleibt aber das Verhältnis von Schaden und Nutzen, ob also das Vertilgen von Insekten in den Feldern nicht einen größeren Nutzen darstellt als das gleichzeitige Fressen von Pflanzenteilen schadet.
Der wissenschaftliche Name Numididae leitet sich von Numidien ab, das die Römer für die Herkunftsregion der Perlhühner hielten. Der ursprüngliche Name bei den Griechen war Meleagris. Dieser Name leitet sich von dem griechischen Sagenhelden Meleagros ab. Nach dessen Tod wurden seine Schwestern von den Göttern in Perlhühner verwandelt. Die Punkte auf dem Federkleid sind die Tränen,  die sie aus Trauer um den verstorbenen Bruder weinten. Das Wort steht heute noch in den wissenschaftlichen Namen des Helmperlhuhns (Numida meleagris) und des Weißbrustperlhuhns (Agelastes meleagrides). Als Gattungsname wurde Meleagris von Carl von Linné allerdings unpassenderweise auf das Truthuhn angewendet.